# Робін Шарма
Робін Шарма (англ. Robin Sharma) — канадський письменник, один з найвідоміших у Північній Америці фахівців з мотивації, лідерства і розвитку особистості.

## Кар'єра
Народився 1965 року в Новій Шотландії (Канада). Отримав ступінь доктора права та згодом став адвокатом. Однак, незважаючи на матеріальний достаток, який забезпечувала юридична практика, він поступово усвідомлював, що «в серці — порожнеча». Врешті-решт він залишив адвокатську практику і видав свою першу книгу.
Об'єднавши західні технології досягнення успіху і максимальної працездатності з східною мудрістю вдосконалення розуму, тіла і духу, він почав допомагати іншим людям підвищити якість життя.
Шарма також спортсмен, займається тріатлоном і тхеквондо. Любить кататися на лижах.
|  | Катання на лижах — прекрасний підручник життя. Як і в житті, ми більше вчимося на складних трасах, а не на легких |

Водночас, окрім письменницької діяльності, проводить семінари і читає лекції у всьому світі. Серед його клієнтів багато підприємців і керівників різних рівнів. Робін Шарма є постійним учасником радіо-і телепрограм компаній «CBC» та «CBS», а його виступи опубліковані у таких відомих друкованих виданнях, як «USA Today», «National Post» та «The Globe and mail».
Активно займається створенням благодійної організації «Дитячий Фонд Робіна Шарми», що поставила перед собою мету допомогти дітям з бідних сімей у досягненні їхніх мрій.

## Твори
Його найвідоміша книжка, «Монах, який продав свій Феррарі», написана у вигляді притчі і видана в багатьох країнах світу. У ній розповідається про незвичайну історію Джуліана Ментла — багатого адвоката, якому довелося пережити духовну кризу. Але занурення у давню культуру змінює його життя, він відкриває для себе новий світ, вчиться жити теперішнім днем, берегти час, мислити позитивно і жити згідно зі своїм покликанням.
Книга «Монах, який продав свій Феррарі» видана у 18 країнах та перекладена п'ятнадцятьма мовами. Ба більше, видавництво HarperCollins Canada отримало від компанії SMG Pictures пропозицію зняти фільм за книгою.
Серія книг «Монах, який продав свій Феррарі» — національний бестселер у США, а у Канаді продано понад 200 000 примірників цієї серії.
Інші роботи Робіна Шарми:
- «Хто заплаче, коли ти помреш?»
- «Уроки лідерства від монаха, який продав свій „Феррарі“»
- «Лідер без титулу»
- «Натхнення на кожен день»
- «Святий, Серфінгіст і Директор»
- «СуперЖиття! 30-денна подорож до справжнього життя»

Загалом Робін Шарма написав 11 бестселерів, серед яких «Лідер Без Титулу». Вона видавалася у більш ніж 60 країнах і перекладена 75 мовами, що робить Робіна одним з найпопулярніших мотивувальних авторів у світі.

## Українські переклади
- Робін Шарма. Монах, який продав свій "Феррарі". — К. : КМ-Букс, 2016. — 224 с. — ISBN 978-617-538-382-7.
- Робін Шарма. Лідер без титулу. — К. : КМ-Букс, 2017. — 232 с. — ISBN 978-617-7489-61-9.
- Робін Шарма. Святий, Серфінгіст і Директор. — К. : КМ-Букс, 2017. — 232 с. — ISBN 978-617-7498-18-5.

## Думки
- «Не поспішайте йти за натовпом — він може виявитися похоронною процесією».
- «[Розум] — чудовий слуга, але жахливий власник».
- «Той, хто не приділяє часу фізичним вправам, неминуче витратить його на лікування своїх хвороб».
- «Якщо ви не прагнете до своєї мрії, значить, ви чините їй перешкоди».
- «Коли ти точно знаєш, куди йдеш, тобі набагато легше знайти спосіб туди добратися».
- «Ніколи не пізно стати тією людиною, якою ти хочеш стати».
- «Розвивай у собі глибоке розуміння того, який важливий для тебе твій час. Не дозволяй іншим людям забирати в тебе цей найцінніший капітал і вкладай його лише у ті види діяльності, які того варті».
- «Люди охоче ведуть справи з тими, хто створює їм гарний настрій. Люди — істоти емоційні. Ми бажаємо бути з тими, хто дарує нам відчуття щастя».
- «Будь-яка людина у нашому житті з'являється у ньому саме тоді, коли ми найбільше потребуємо уроку, який вона з собою несе».

## Цікаві факти
- Улюблена книга — «Алхімік» Пауло Коельо.
- Перші дві свої книги Робін Шарма надрукував і видав самостійно, після чого на його письменницький талант звернув увагу колишній президент видавничої компанії HarperCollins Ед Карсон.